# M 13/40
El Carro Armato M 13/40, també conegut com a Fiat-Ansaldo M 13/40, va ser un tanc mitjà del Regne d'Itàlia. Al començament de la Segona Guerra Mundial, les divisions blindades del Regio Esercito estaven majoritàriament compostes per tanquetes com la L 3/35. El 1937, es va començar el disseny d'un tanc mitjà, l'M 11/39, però el canó es va instal·lar al buc, resultant poc útil en combat contra tancs.
Aprofitant molts components de l'M 11/39 es va completar un prototip l'any 1939 amb un canó antitancs muntat a la torreta, el que seria l'M 13/40. La producció va començar el 1940 i les primeres unitats van ser enviades a combatre a la Campanya del Desert Occidental. Durant les desfetes italianes es van perdre molts d'aquests tancs i la producció només es mantindria fins al 1941, amb un total de 710 blindats fabricats.
Tot i que continuava patint problemes de fiabilitat i mal blindatge, l'M 13/40 va ser el primer tanc mitjà italià amb un canó d'alta velocitat a la torreta. Això li permetia combatre efectivament contra els Cruiser britànics o els M3 Stuart americans, tot i que més tard estaria en desavantatge contra tancs més pesants com els Valentine o M4 Sherman. Aquest blindat serviria de base pels canons autopropulsats Semovente da 75/18 i pel tanc successor, l'M 14/41.

## Disseny i fabricació
La doctrina de tancs italiana del període d'entreguerres estava centrada en el combat en les zones muntanyoses dels Alps. Per aquesta raó, el desenvolupament blindats es va orientar a la producció de tancs lleugers i tanquetes amb una elevada mobilitat camp a través i amb un pes lleuger.
Tot i això, a principis de la dècada dels 30, Itàlia va començar el desenvolupament d'un tanc mitjà. Després de comprar un Vickers-Armstrong 6-ton al Regne Unit, considerat aleshores el país més avançat en tancs, Ansaldo va iniciar el disseny d'un model de 9 tones armat amb un canó de 65 mm a la casamata. El primer prototip, tot i ser descartat el 1937, va incorporar millores a la suspensió i un motor dièsel.
Aquest coneixement s'aprofitaria en el disseny d'un model de 10 tones que es va començar el 1936, l'M 11/39. Aquest model fou el primer tanc mitjà italià i estava tripulat per 3 tanquistes. L'armament estava compost per dues metralladores Breda M38 bessones a la torreta i un canó de 37 mm a la casamata. El blindatge era raonable, però la limitada indústria de l'acer italiana produïa làmines d'acer de baixa qualitat que tendien a esquerdar-se quan eren colpejades i les unions eren cargolades o reblonades, i quan rebien impactes els reblons sortien disparats a dins del compartiment de la tripulació. El seu principal defecte era la fiabilitat, a causa de l'excés de pes per un motor de només 105 CV.
Com que l'M 11/39 no era un blindat adequat pel combat contra tancs, i veient l'eficàcia de les divisions Panzer durant la invasió de Polònia, a finals del 1939 el Regio Esercito va iniciar la comanda d'un nou tanc mitjà. El nou blindat duria un canó antitancs a la torreta, el model estàndard italià de 47 mm i 32 calibres de llarg, hauria d'assolir velocitats màximes de 30-35 km/h, seria tripulat per tres o quatre persones i tindria una autonomia camp a través de 12 hores.
Aprofitant peces de l'M 11/39, quan era possible, i amb l'experiència acumulada, el disseny va ser ràpid. L'octubre del 1939 es completava el primer prototip, que havia canviat radicalment la torreta però mantenint la major part del disseny del buc de l'M 11/39. Després de passar els controls de l'exèrcit italià, una primera remesa de 400 unitats es va encomanar el novembre del 1939. La producció va començar a principis del 1940. El 15 de febrer del 1940 entraria en servei oficialment i seria presentat a la premsa. A causa d'endarreriments en la producció, les primeres 15 unitats serien entregades el juliol del 1940 (tot i que la comanda dels 400 tancs era per l'agost).
La primera sèrie, fins al tanc número 100, es va acabar a la tardor del 1940. La segona sèrie, nº101-300, es va acabar a la primavera del 1941 i va incorporar petits canvis: parafangs més curts, un nou seient plegable pel comandant i un nou panell amb indicadors pel conductor. Finalment, l'última sèrie, nº301-710, va allargar-se durant tot el 1941 i incorporava més canvis: s'hi afegia una ràdio, es millorava el radiador i s'hi incorporava un ventilador per refrigerar l'oli.

## Característiques
Tot i estar basat en l'M 11/39, el nou model presentava petites diferències que el feien més gran i pesant. Protegit per làmines d'acer unides amb reblons o cargols, a la part frontal esquerra hi havia la posició del conductor, just al darrere de la transmissió. A la seva dreta, en un petit sortint del buc, hi havia les metralladores bessones Breda M38 servides per l'operador de ràdio. El comandant, a la dreta, i el carregador, a l'esquerra, anaven a dins de la torreta amb planta de ferradura. Aquesta torreta no tenia terra i podia rotar 360° fent servir un circuit oleohidràulic o una manivela. Al darrere de tot hi havia el motor, amb els dipòsits de combustible als laterals. Per entrar i sortir els tripulants tenien una gran escotilla sobre la torreta i una altra al lateral esquerra de la barcassa, per inspeccionar el motor i la transmissió també hi havien dues petites escotilles tant al frontal com al darrere del vehicle.

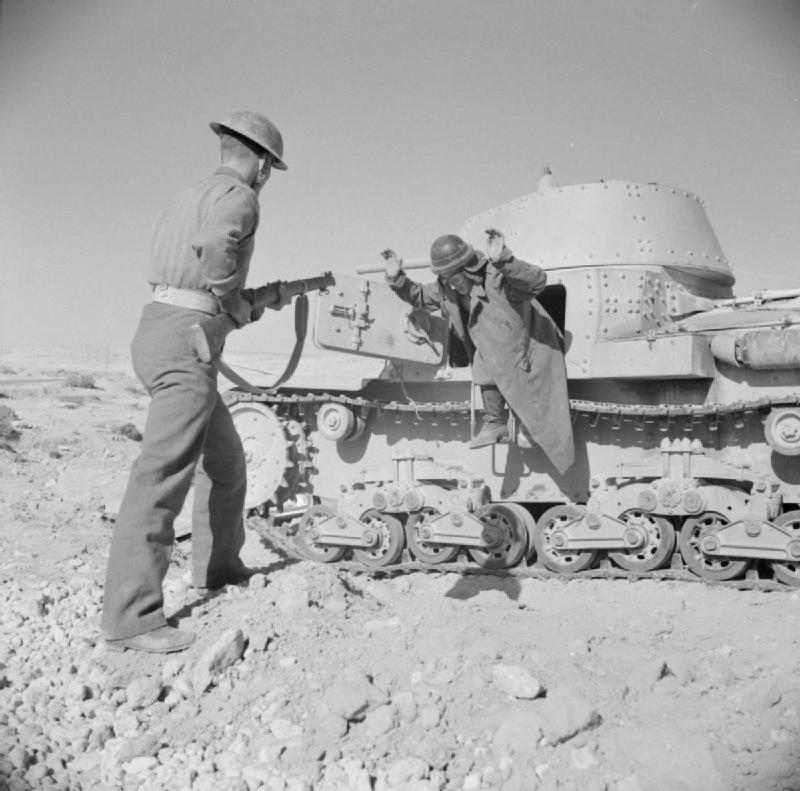
Un tanquista italià, rendint-se a un soldat de la Commonwealth, surt per l'escotilla del lateral esquerra d'un M 13/40.

El gruix del blindatge es va millorar. La planxa frontal feia 30 mm d'ample, mentre que a la resta del buc eren de 25 mm. Al mantellet de la torreta el gruix arribava als 42 mm. Al sostre hi havia un gruix de 15 mm i al terra era de 6 mm. La inclinació de les làmines continuava sent mínim: 81º frontal, visor de conducció 11º, frontal de la torreta 16º i laterals a 22º. El primer gran problema d'aquest blindatge és que la indústria siderúrgica italiana no podia fer grans bucs amb fosa i produïa un acer de baixa qualitat, amb poca resistència a la tensió, i això feia que les làmines que es feien servir tendissin a esqueixar-se al rebre un impacte directe. El segon gran problema és que les fàbriques italianes tenien poca experiència amb la soldadura, per aquest motiu les unions es feien amb cargols o reblons, que podien sortir disparats a dins del compartiment, matant o ferint els tripulants.
Per veure's-hi el conductor podia obrir una portella blindada que tenia sobre el cap o, en cas d'entrar en combat, podia usar un periscopi sense augments, x1, muntat al buc. El metrallador disposava d'una mira, també sense augments, instal·lada enmig de les dues Breda M38. El comandant, per disparar el canó, disposava d'una mira amb una magnificació x1,5 i un petit angle de visió de 30º, que en combat disminuïa l'eficiència de l'arma. Als dos costats del sostre de la torreta hi havia periscopis blindats per tenir més consciència de la situació. Al buc i torreta també hi havia sis espitlleres, per on es podia observar o disparar l'arma personal: una a l'escotilla lateral, una altra al lateral dret, dues més als costats del darrere i dues als laterals de la torreta.

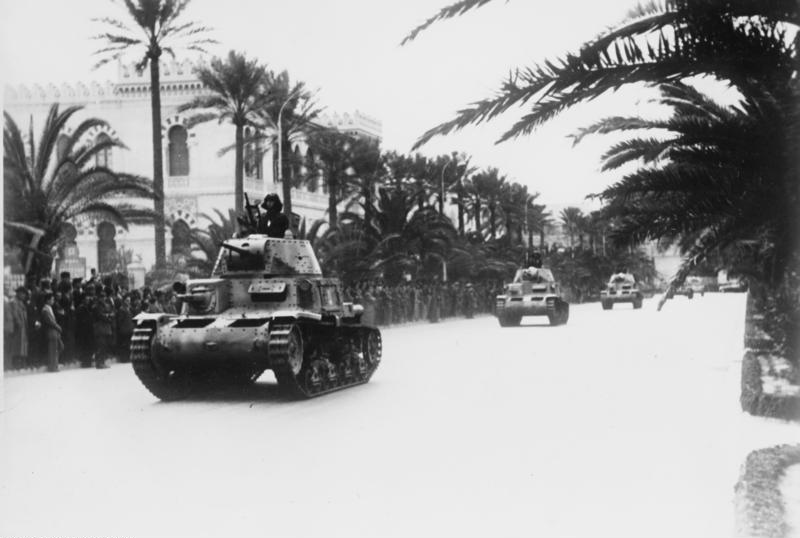
Una columna d'M 13/40 desfilant per Trípoli el març del 1941.

L'armament principal de l'M 13/40 era una peça antitancs Cannone da 47/32 M35, d'alta velocitat, de 47 mm i 32 calibres de llarg. Aquesta peça, de disseny austríac de la firma Böhler, era l'arma estàndard contra tancs de la infanteria italiana i va ser adaptada als blindats. Podia disparar munició perforant a 630 m/s o munició HEAT a 250 m/s. En total duia 70 projectils (més tard 53) dins el buc, i 34 a punt per disparar dins la torreta. Com a armes secundàries l'M 13/40 podia arribar a dur 4 metralladores Breda M38, que tenien una cadència de foc de 450 trets per minut a una velocitat de sortida de 792 m/s. Al costat dret frontal hi havien dues d'aquestes metralladores, rere un mantellet blindat que es podia moure en un angle transversal de 30-15º, a esquerra i dreta. Una altra metralladora estava muntada coaxialment al canó i finalment una quarta podia estar col·locada al sostre de la torreta en format antiaeri.
La suspensió de ballesta amb bogis i les erugues eren les mateixes que pel tanc M 11/39. Els dipòsits de combustible també es mantenien igual, un dipòsit principal amb 145 L i una reserva amb 35 L. El motor, tot i ser el mateix model, un Fiat SPA 8 TM 40 va ser millorat. Aquest motor dièsel, de 12 litres i 8 cilindres en V, havia estat millorat fins a una potència de 125 CV a 1.800 rpm. Aquest increment de potència però encara no era suficient pel pes del vehicle, que tenia una velocitat màxima limitada a 32 km/h per carretera i 15 km/h camp a través. L'autonomia del vehicle era de 200 km per carretera i 120 km (12 hores) camp a través.
Només a partir de la meitat del 1941 es va començar a incloure a tots els tancs una ràdio model Marelli RF 1 CA, ubicada al costat dret del frontal.

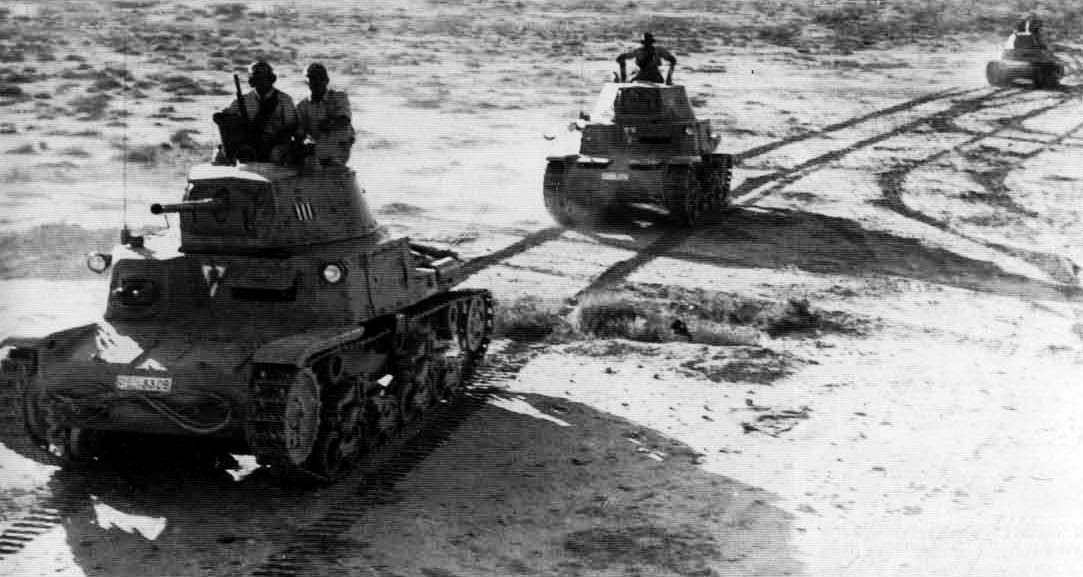
Una columna d'M 13/40 i M 14/41 avança pel desert de Líbia l'any 1942.

## En combat
En combat els M 13/40 podien enfrontar-se en condicions contra els Cruiser britànics o els M3 Stuart americans, tot i que més tard estaria en desavantatge contra tancs més pesants com els Valentine o M4 Sherman. El seu principal problema era la fiabilitat; en el desert patia contínues avaries que, juntament amb un mal suport, feia que molts vehicles fossin abandonats.

## Variants
A causa de les limitacions de l'M 13/40, especialment en termes de telecomunicacions i potència de foc contra fortificacions, es van crear diferents variants per compensar aquestes mancances:
- L'M 13/40 Centro Radio estava equipat amb una ràdio RF1 CA i una RF2 CA, per cada comandament de batalló hi havia dos d'aquests blindats. Se'n van fabricar 30.
- El Semovente da 75/18 era la conversió a canó d'assalt de l'M13/40. Inspirat pels models alemanys Sturmgeschütz III, aquests blindats anaven equipats amb un obús de baixa velocitat Obice da 75/18 modello 34. Se'n van fabricar un total de 60 unitats.
- El Semovente Commando M 40 era una variant del Semovente equipada amb ràdios de llarg abast.